# Potok (Fiume)
Potok (olaszul: Fiumara), Fiume városrésze Horvátországban, Tengermellék-Hegyvidék megyében.

## Fekvése
Potok Fiume városközpontjában fekvő kerülete. A teljesen urbanizált kerület a központi kikötő területének központi részét foglalja el. A tengerhez legközelebb eső területét a kikötői létesítmények uralják. A kerületben találhatók többek között a város központi kórháza és vasútállomása. Északnyugaton Mlaka, északon Banderovo és Škurinjska Draga, délkeleten pedig Luka városnegyedekkel határos. Délnyugaton a kerületet a tenger határolja.

## Története

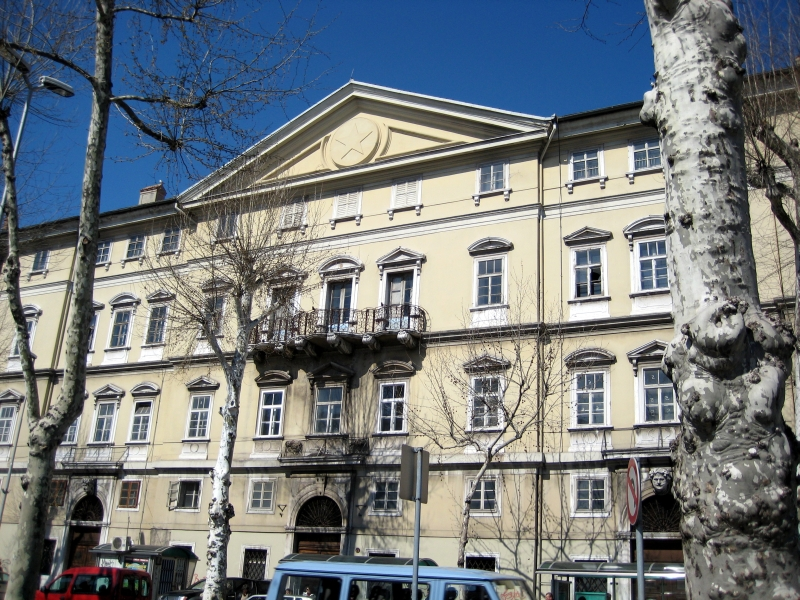
A Cukorgyári palota épülete

## Nevezetességei
- Benčić-parkoló
- Vasútállomás
- Modern és Kortárs Művészeti Múzeum
- Fiume Klinikai Központ
- Cukorgyári Palota

## Oktatás
- Rijekai Egyetem Orvostudományi Kar
- Kereskedelmi és textilipari iskola